# Johann Ernst Galliard

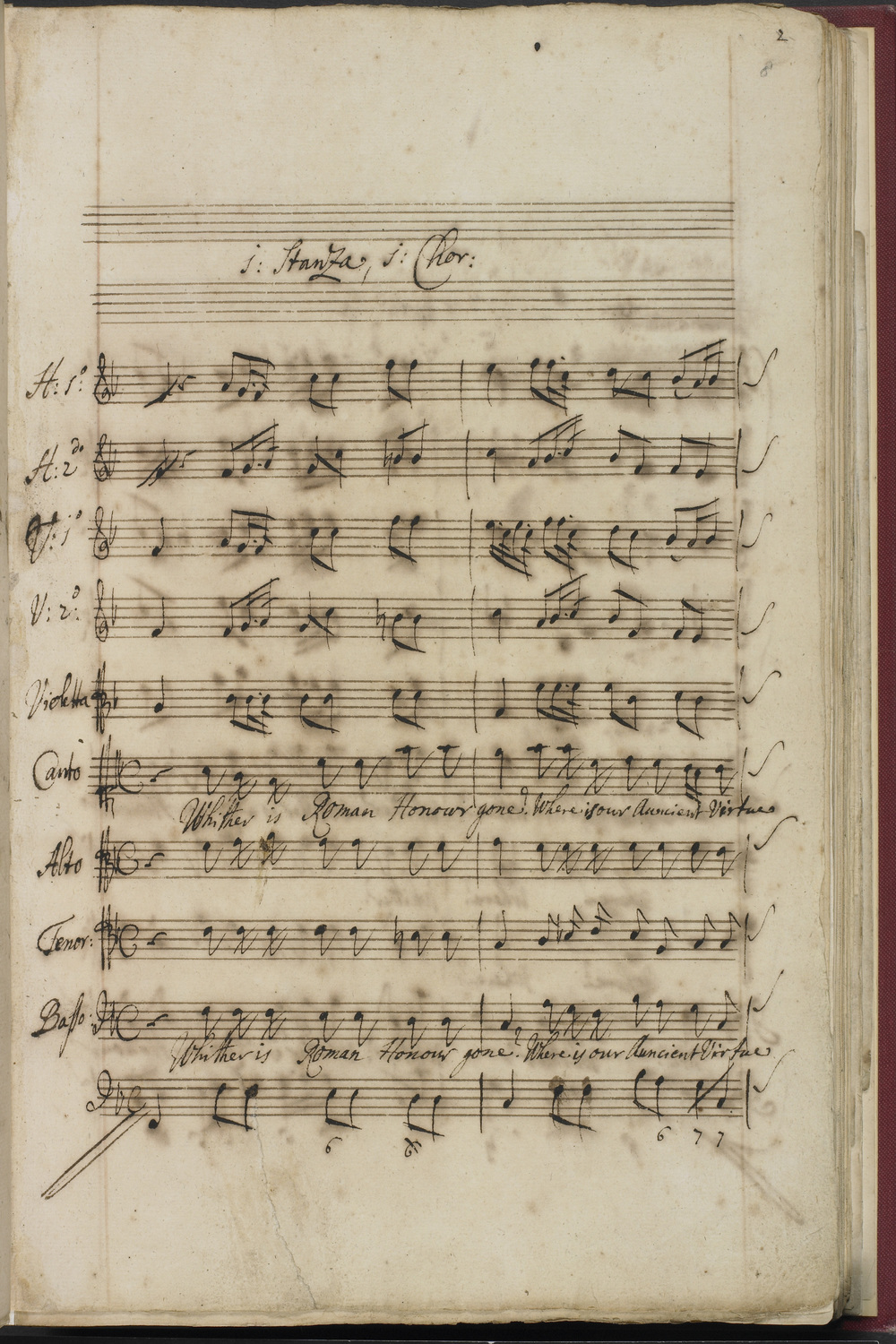
Coro Whither is Roman honour gone, de la obra Julio César.

Johann Ernst Galliard (1687–1749) fue un compositor alemán del período barroco.
Galliard nació en Celle, Baja Sajonia, hijo de un francés fabricante de pelucas. Sus primeros estudios de composición los comenzó a la edad de quince años. Estudió con Jean-Baptiste Farinel, director de música en la corte de Hanover, y con Abbate Steffani. Además de sus conocimientos de composición fue un reconocido intérprete de oboe y flauta dulce.
La carrera musical de Galliard tuvo un hito con la presentación de una de sus originales composiciones. La sonata para oboe y dos fagotes se estrenó en uno de los conciertos de Farinel. Fue nombrado músico de cámara de Jorge de Dinamarca y luego se trasladó a Inglaterra donde fue nombrado maestro de capilla de Somerset House.
Galliard se convirtió en una presencia familiar en la alta sociedad debido a que frecuentaba la residencia real. Conmemorando victorias militares compuso un Te Deum, Jubilate, y tres himnos. Su carrera parecía muy promisoria después de participar en la fundación de la Academy of Ancient Music. Sin embargo, no logró superar en el favor real a luminarias como Händel o Bononcini. Escribió la música para Calipso y Telémaco a pedido de su amigo el poeta John Hughes. A pesar de la aprobación de sus pares, el estreno fue un fracaso. Como consecuencia de ello, retornó a su trabajo con el oboe, y en 1713 se uniría a la ópera italiana de Händel como solista.
Galliard compuso varias cantatas más sobre textos de Hughes y Congreve. Publicó una ópera: Morning Hymn of Adam and Eve, basada en el Paraíso perdido de John Milton, y un gran número de pantomimas mediante contrato con Rich, gerente del Lincoln’s-Inn-Fields Theatre. Entre las publicaciones de música instrumental de Galliard, se cuentan Seis sonatas para flauta y bajo continuo, Seis solos para violonchelo, y Seis sonatas para fagot o violonchelo con bajo continuo en clavicordio.